# The Lucha Dragons
Palmarès
Tournoi pour désigner les challengers pour le championnat par équipe de la NXT
1 fois champions par équipe de la NXT
The Lucha Dragon est une équipe de catcheurs travaillant à la World Wrestling Entertainment (WWE), une fédération de catch américaine. L'équipe se compose des catcheurs masqués Kalisto et Sin Cara qui sont tous deux américains d'origine mexicaines. Cette équipe se forme au sein de la NXT, le club-école de la WWE, avant de rejoindre les émissions principales de la fédération. Ensemble ils remportent le tournoi pour désigner les challengers pour le championnat par équipe de la NXT et par la suite cette ceintures qu'ils gardent pendant près de quatre mois. Ils rejoignent ensuite les émissions principales de la WWE.

## Carrière

### World Wrestling Entertainment (2014-2016)

#### Formation et champions par équipe de NXT (2014-2015)
Le 24 juillet 2014, Kalisto et Sin Cara remportent leur premier match ensemble face aux Vaudevillains (Aiden English et Simon Gotch). Ils font partie des participants au tournoi pour désigner les challengers pour le championnat par équipe de la NXT et éliminent Wesley Blake et Buddy Murphy au premier tour le 14 août. La semaine suivante, c'est au tour de Adam Rose et Sami Zayn de se faire sortir de ce tournoi par Kalisto et Sin Cara. Ils deviennent challenger le 4 septembre après leur victoire sur les Vaudevillains en finale du tournoi. La semaine suivante au cours de NXT Takeover: Fatal 4 Way, ils remportent les ceintures de champion par équipe de la NXT face à The Ascension. Deux semaines plus tard, ils défendent avec succès leur titre face à The Ascension. 
Les Vaudevillains deviennent ensuite challengers pour le titre par équipe mais ils échouent à deux reprises d'abord le 11 décembre au cours de NXT Takeover: R Evolution puis le 8 janvier 2015,. Leur règne prend fin une semaine plus tard durant l'enregistrement de l'émission du 28 janvier face à Buddy Murphy et Wesley Blake. Le 11 février au cours de NXT Takeover: Rival, ils tentent sans succès de récupérer leur titre. 

#### Émissions principales de la WWE (2015-2016)
Le 17 février 2015, ils participent à l'enregistrement de Main Event du 21 où ils battent Curtis Axel et Heath Slater. Le 28 février à Main Event, ils perdent contre les champions par équipe Cesaro et Tyson Kidd. Le 1er mars à Superstar, ils battent  Heath Slater et Bo Dallas. Le 13 mars à Superstars, ils battent The Ascension. Le 6 avril à Raw, ils battent The New Day. Le 20 avril à Raw, ils perdent contre The New Day.  Le 28 mai à Smackdown, ils battent  Cesaro et Tyson Kidd dans un lumberjack match. Le 4 juin à Smackdown, ils perdent un triple threat tag team match au profit de The Prime Time Players qui deviennent challenger No 1 aux titres par équipe, à ce match participait aussi The Ascension. Le 29 juin à Raw,  The Prime Time Players & The Lucha Dragons battent The New Day & Bo Dallas. Le 16 juillet à Smackdown, ils perdent contre The New Day ( Big E et Kofi Kingston). Le 27 juillet à Raw, ils battent Los Matadores. Le 17 août à Raw, ils font équipe avec The Prime Time Players et battent The New Day et Los Matadores. Le 14 septembre, Neville et The Lucha Dragons attaquent The Cosmic Wasteland.  Le 1er octobre à Smackdown, Neville et The Lucha Dragons battent The Cosmic Wasteland (Stardust et The Ascension);  Lors de Night of Champions, ils font équipe avec Neville mais ne parviennent pas à battre The Cosmic Wasteland. Le 19 novembre à Smackdown, Kalisto perd contre Big E. Le 21 septembre à Raw, Neville et The Lucha Dragons  battent The Cosmic Wasteland (Stardust et The Ascension). Lors de TLC: Tables, Ladders and Chairs (2015), ils perdent un triple threat tag team ladder match pour les WWE Tag Team Championship au profit des champions (The New Day), les Usos participaient également. Le 22 octobre à Smackdown, ils perdent face a  King Barrett et Sheamus. Le 30 novembre à Raw, The Usos vs. The Lucha Dragons se termine en double disqualification à la suite d'une intervention du New Day. Le 7 décembre à Raw, ils battent The New Day. Le 17 décembre à Smackddown, ils perdent contre  The New Day (Kofi et Big E). Le 22 décembre à Smackdown, ils perdent contre The New Day et ne remporte pas les WWE Tag Team Championship. Le 31 décembre à Smackdown, Kalisto & The Dudley Boyz battent The New Day. 
Le 11 janvier à Raw, Kalisto bat Alberto Del Rio et remporte le WWE United States Championship. Le 28 janvier à Smackdown, Kalisto bat Neville. Le 8 février à Raw, ils perdent contre Alberto Del Rio et Rusev. Le 18 février à Smackdown, Dolph Ziggler & The Lucha Dragons perdent contre The League of Nations. Le 22 février, Neville et The Lucha Dragons perdent contre The New Day. Le 25 février à Smackdown, Neville, Dolph Ziggler et The Lucha Dragons  perdent contre The League of Nations ( Alberto Del Rio, Rusev, King Barrett et Sheamus). Le 2 mars à Main Event, ils battent The Ascension. Le 2 avril lors de Main Event, The Lucha Dragons battent The Ascension. Lors de Wrestlemania 32, Kalisto bat Ryback et conserve son titre. Lors de Payback 2016, Kalisto bat Ryback et conserve son titre. Le 13 juin à Raw, The Lucha Dragons perdent contre Kevin Owens & Alberto Del Rio.
Le 11 juillet à Raw, ils perdent face a Breezango (Fandango et Tyler Breeze). Le 15 juillet lors de Main Event, The Lucha Dragons battent Los Matadores.

#### Séparation (2016)
Le 19 juillet 2016, on apprend que l'équipe s'est séparée afin de continuer en solo en prévision du draft.

## Palmarès
- NXT
  - 1 fois NXT Tag Team Champions
  - NXT Tag Team Championship #1 Contender's Tournament (2014)

- World Wrestling Entertainment
  - 2 fois WWE United States Champion - Kalisto (2)